# Colin Breed
Colin Edward Breed, född 4 maj 1947 i Surrey, död 9 maj 2024, var en brittisk liberaldemokratisk politiker. Han var parlamentsledamot för valkretsen South East Cornwall 1997–2010. Breed var partiets vice talesman i försvarsfrågor 2002–2005.